# Sabazia microspermoides
Sabazia microspermoides là một loài thực vật có hoa trong họ Cúc. Loài này được Longpre miêu tả khoa học đầu tiên năm 1970.